# WWEキャピタル・パニッシュメント
キャピタル・パニッシュメント(Capitol Punishment)は、アメリカのプロレス団体WWEが主催する、プロレス興行の名称。また、同興行を扱うPPVの名称でもある。フェイタル・4ウェイ(Fatal 4-Way)に替わる新たなPPVとして2011年に新設された。

## 試合結果

### 第1回大会（2011年）WWE Capitol Punishment 2011
- 開催日 : 6月19日
- 開催地 : ワシントン州ワシントンD.C.のベライゾン・センター
- 観客動員数 : 9,850人
- 公式大会曲 : Jim Johnston - Capital

- ダーク・マッチ -Dark Match-

○サンティーノ・マレラ&ウラジミール・コズロフ vs ジャスティン・ガブリエル&ヒース・スレイター●
- ユナイテッドステイツ王座戦 -WWE United States Championship-

●コフィ・キングストン(c) vs ドルフ・ジグラー(w / ヴィッキー・ゲレロ)○
- ○アレックス・ライリー vs ザ・ミズ●

- ○アルベルト・デル・リオ vs ビッグ・ショー●

- インターコンチネンタル王座戦 -WWE Intercontinental Championship-

●ウェイド・バレット(c) vs エゼキエル・ジャクソン○
- ○CMパンク vs レイ・ミステリオ●

- 世界ヘビー級王座戦 -World Heavyweight Championship-

○ランディ・オートン(c) vs クリスチャン●
- ○エヴァン・ボーン vs ジャック・スワガー●

- WWE王座戦 -WWE Championship-

○ジョン・シナ(c) vs Rトゥルース●